# My Shame Is True
My Shame Is True è il nono album in studio del gruppo musicale punk rock statunitense Alkaline Trio, pubblicato nel 2013.

## Tracce
1. She Lied To The FBI – 2:48
2. I Wanna Be A Warhol – 3:07
3. I’m Only Here To Disappoint – 2:46
4. Kiss You To Death – 3:21
5. The Temptation of St. Anthony – 3:34
6. I, Pessimist (feat. Tim McIlrath) – 2:10
7. Only Love – 4:35
8. The Torture Doctor – 3:37
9. Midnight Blue – 2:44
10. One Last Dance – 3:28
11. Young Lovers – 3:31
12. Until Death Do Us Part – 4:11

## Formazione
Gruppo
- Matt Skiba - voce, chitarra
- Dan Adriano - basso, voce, chitarra
- Derek Grant - batteria, cori

Collaboratori
- Bill Stevenson - cori
- Brendan Kelly - cori
- Tim McIlrath - voce